# Ernst Wilhelm von Brücke
Ernst Wilhelm Ritter von Brücke (nacido Ernst Wilhelm Brücke; Berlín, Alemania; 6 de junio de 1819-Viena, Austria; 7 de enero de 1892) fue un médico y fisiólogo alemán.
Es conocido por su influencia en Sigmund Freud, uno de sus estudiantes de medicina, influencia que condujo al desarrollo del psicoanálisis freudiano. Indirectamente, puede presumirse una influencia en la llamada «psiquiatría dinámica», desarrollo formulado por psiquiatras que recurrieron al psicoanálisis freudiano con la expectativa de complementar su comprensión de los fenómenos mentales, y que tiene como exponente, por ejemplo, a Glen Gabbard.

## Descripción general
- 1842. Graduado en medicina en la Universidad de Berlín.
- 1843. Llegó a ser asistente de investigación de Johannes Peter Müller (1801-1858).
- 14 de enero de 1845. Fundó la Physikalische Gesellschaft (Sociedad de Física) en Berlín junto a Emil Du Bois-Reymond (1818-1896), Hermann von Helmholtz (1821-1894) y otros, en la casa del físico Heinrich Gustav Magnus (1812-1870). Más tarde, ésta se convertiría en la Deutsche Gesellschaft Physikalische (Sociedad Alemana de Física).
- 1848. Profesor de Fisiología en la Universidad de Königsberg.
- Desde 1849. Profesor de Fisiología en la Universidad de Viena.
- 1873. Nombrado caballero (Ritter en alemán).
- 1885. Elegido miembro de la Real Academia de las Ciencias de Suecia.
- 1890. Emigrado.

## Obras selectas
- Brücke, Ernst W. 1848. Ueber die Bewegungen der Mimosa pudica. Archiv für Anatomie, Physiologie und wissenschaftliche Medicin: 434-455
- Brücke, Ernst W. 1852. Beiträge zur vergleichenden Anatomie und Physiologie des Gefässsystems. Denkschriften: Akademie der Wissenschaften Wien, Mathematisch-Naturwissenschaftliche Classe 3: 335-367
- Brücke, Ernst W. 1856. Grundzüge der Physiologie und Systematik der Sprachlaute für Linguisten und Taubstummenlehrer. Wien: C. Gerold & Sohn
- Brücke, Ernst W. 1861. Die Elementarorganismen. Sitzungsberichte der Mathematisch-Naturwissenschaftlichen Classe der Kaiserlichen Akademie der Wissenschaften 44: 381-406
- Brücke, Ernst W. 1866. Die Physiologie der Farben für die Zwecke der Kunstgewerbe. Leipzig: S. Hirzel
- Brücke, Ernst W. 1871. Die physiologischen Grundlagen der neuhochdeutschen Verskunst.  Wien: C. Gerold & Sohn